# Brachyodus
Brachyodus là một chi rêu trong họ Seligeriaceae.